# Uniform der United States Army

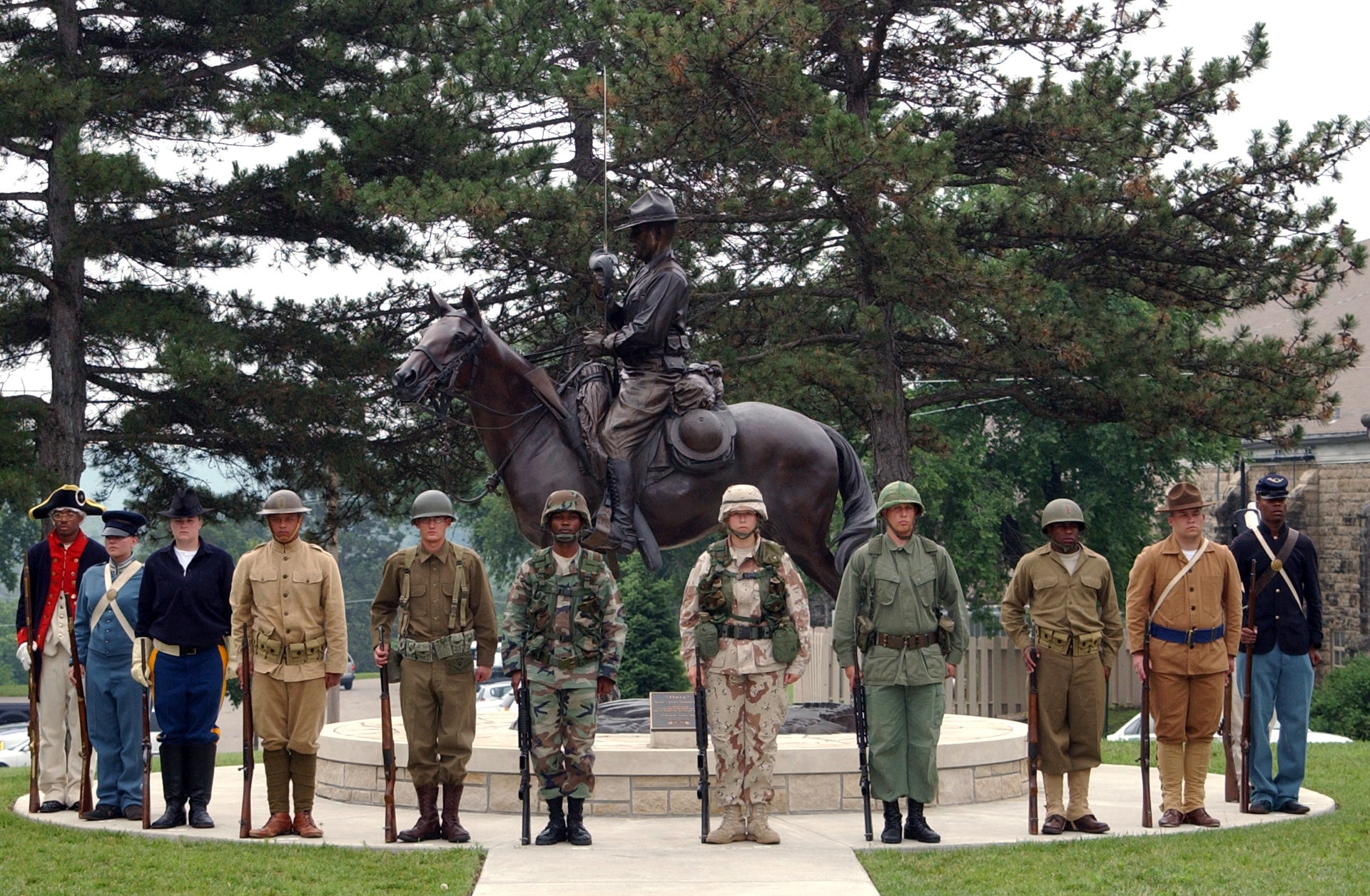
Gefechtsuniformen des Heeres im Wandel der Zeiten. Die gezeigten Ausrüstungsgegenstände decken gerade im 19. Jahrhundert nur Ausschnitte der genutzten Uniformen ab. Die jüngsten gezeigten Uniformen, die Battle Dress Uniform (BDU; 6. v.l.) und die Desert Camouflage Uniform (DCU; 7. v.l.), wurden 2005 durch die im Bild nicht mehr gezeigte Army Combat Uniform (ACU) abgelöst

Die Tradition, Uniformen in der United States Army zu tragen, reicht in die Zeit nach dem Unabhängigkeitskrieg zurück, als es im Jahre 1779 möglich war, in den nun konsolidierten Vereinigten Staaten die ersten Uniformen auszuhändigen.
Das Tragen von Uniformen ist in der Dienstvorschrift Army Regulation 670–1 festgehalten.

## Zweckgebundene Ausführungen
Der aktuelle Kampfanzug der United States Army trägt den Namen Army Combat Uniform.
Die Ausgehuniform des Heeres der Vereinigten Staaten heißt Full Dress oder Army Blue. Seit dem Ende des Jahres 2007 ersetzt sie die ehemals weiße Galauniform ebenso wie den klassischen Dienstanzug namens Army Green. Die Aushändigung an die Rekruten soll im ersten Quartal des Jahres 2009 beginnen und im letzten Quartal des Jahres 2011 obligatorisch werden.
Die Dienst- bzw. Wachuniform (Service/Garrison Uniform) wurde Mitte der 1950er eingeführt, um die seit 1902 verwendete oliv-dunkelgelbe Uniform zu ersetzen. Sie ist genauso wie der Full Dress geschnitten und im heutigen „offiziellen“ Armeegrün (Army Green) gehalten. Bis in die 1980er Jahre war das Hemd gelbbraun und die zu tragende Krawatte schwarz. Dieser Teil wurde im Protokoll jedoch von einem zur übrigen Uniform passenden grünen Hemd ersetzt. In dieser Uniform tragen Mannschaftsgrade ihren Rang an beiden Ärmeln, die Offiziere im Gegensatz dazu die Rangabzeichen auf den Schulterklappen. Letztere tragen an ihrer Uniform zusätzlich Bänder an den Manschetten sowie Streifen an den Hosen, die jeweils aus schwarzer Mohairwolle gefertigt sind. Im Jahre 2001 wurden zusätzlich Barette mit der Uniform kombiniert, nachdem das Tragen von den Green Berets und Rangers auf die gesamte US Army ausgedehnt wurde. Zu Zeremonien unter freiem Himmel werden Plastrone, Stiefel und Pistolengürtel getragen, während Mannschaftsdienstgrade im Dienst schwarze Hartlederschuhe tragen, wovon nur Rangers, Fallschirmjäger und Spezialtruppen mit speziellen Lederstiefeln, den so genannten corcorans, abweichen.